# Pingasa meeki
Pingasa meeki är en fjärilsart som beskrevs av W. Warren 1907. Pingasa meeki ingår i släktet Pingasa och familjen mätare. Inga underarter finns listade i Catalogue of Life.